# ماپ، میکرونزی

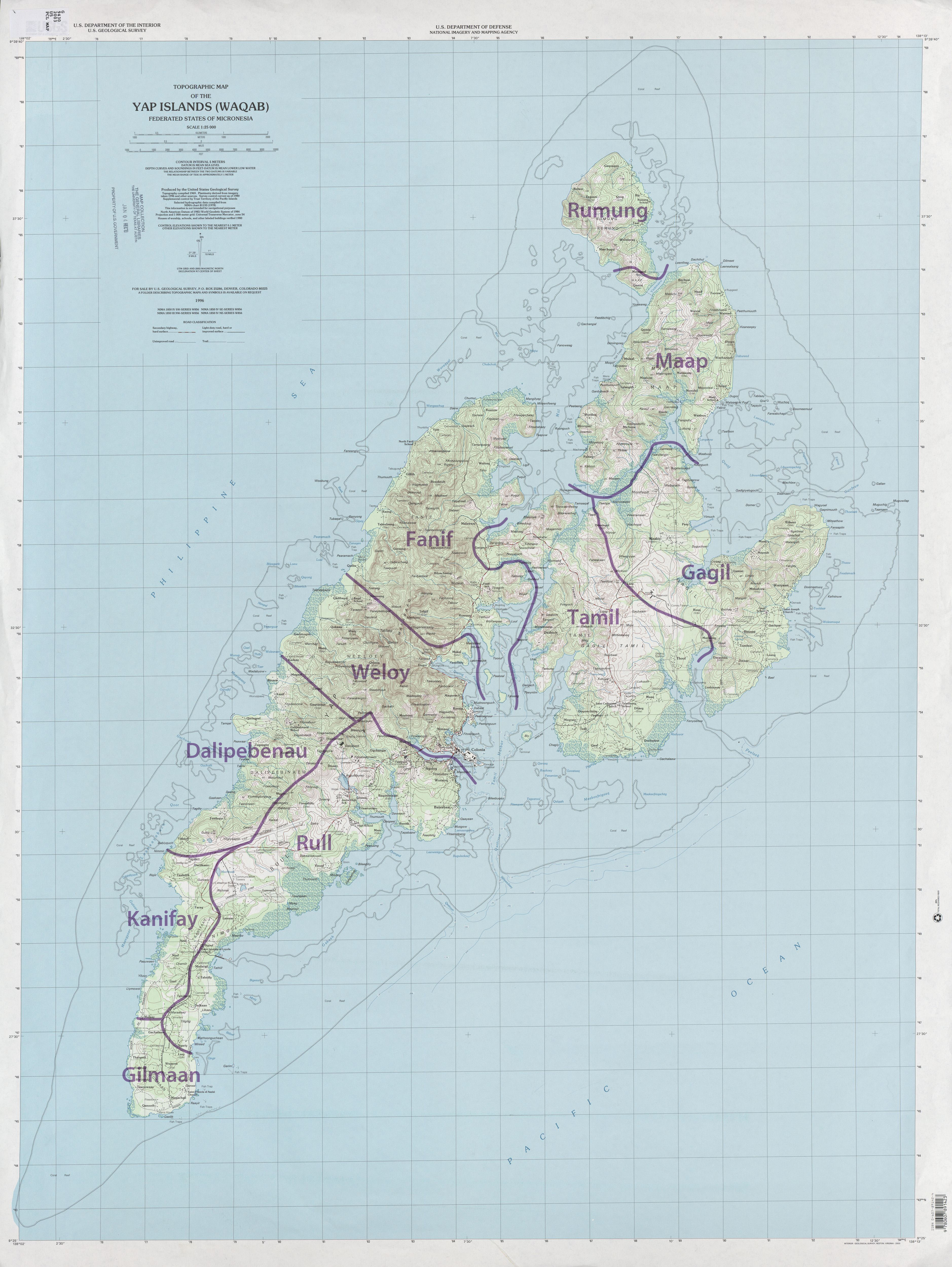
منطقه‌های شهرداری آبخوست یاپ

ماپ یک روستا و منطقه شهرداری در ایالت یاپ در ایالات فدرال میکرونزی است. این منطقه در شمال مجمع‌الجزایر یاپ قرار دارد.